# Strachówka (gemeente)
De gemeente Strachówka is een landgemeente in het Poolse woiwodschap Mazovië, in powiat Wołomiński.
De zetel van de gemeente is in Strachówka.
Op 30 juni 2004 telde de gemeente 3119 inwoners.

## Oppervlakte gegevens
In 2002 bedroeg de totale oppervlakte van gemeente Strachówka 107,7 km², waarvan:
- agrarisch gebied: 54%
- bossen: 40%

De gemeente beslaat 11,27% van de totale oppervlakte van de powiat.

## Demografie
Stand op 30 juni 2004:
| Omschrijving                   | Totaal | Totaal | Vrouwen | Vrouwen | Mannen | Mannen |
| ------------------------------ | ------ | ------ | ------- | ------- | ------ | ------ |
| eenheid                        | aantal | %      | aantal  | %       | aantal | %      |
| inwoners                       | 3119   | 100    | 1527    | 49      | 1592   | 51     |
| bevolkingsdichtheid (inw./km²) | 29     | 29     | 14,2    | 14,2    | 14,8   | 14,8   |

In 2002 bedroeg het gemiddelde inkomen per inwoner 1197,54 zł.

## Administratieve plaatsen (sołectwo)
Annopol, Borucza, Grabszczyzna, Jadwisin, Józefów, Kąty Czernickie, Kąty-Miąski, Kąty-Wielgi, Krawcowizna, Księżyki, Marysin, Młynisko, Osęka, Piaski, Rozalin, Równe, Ruda-Czernik, Strachówka, Szamocin, Szlędaki, Wiktoria, Zofinin.

## Overige plaatsen
Beredy, Bielany, Flakowizna, Gołębiowizna, Ludwików, Ołówki, Paluchy, Radziowizna.

## Aangrenzende gemeenten
Dobre, Jadów, Korytnica, Poświętne, Stanisławów, Tłuszcz